# Южно-Гремячинское нефтяное месторождение
Южно-Гремячинское — нефтяное месторождение в Казахстане. Расположено в Зеленовском районе Западно-Казахстанской области, в 35 км к запад-северо-западу от г. Уральска. Открыто в 1994 году.

## О месторождении
Месторождение выявлено в 1994 г. в результате испытания калиновских карбонатных отложений в скважине № 2. Скважина была заложена на структуре, подготовленной сейсморазведкой, в пределах которой в ранее бурившейся и ликвидированной по техническим причинам поисковой скважине 1 было зафиксировано интенсивное нефтепроявление. Структура представляет собой брахиантиклинальное поднятие, северный склон которого частично срезается выклиниванием карбонатных калиновских отложений. Двумя тектоническими нарушениями, продольным в сводовой части и поперечным в районе западной переклинали, структура делится на три блока. Продуктивность установлена в пределах южного блока, полузамкнутое поднятие которого экранируется продольным и, частично, поперечным нарушениями.

Нефть имеет плотность 879 кг/м3 с содержанием фракций, выкипающих до 200оС около 40 %, до 300оС — около 70 %. Нефть содержит (% мас.): асфальтенов — 0,02, серы — 0,47-0,73, меркаптанов — 0,05. В нефтерастворенном газе содержится (% мол.): метана −55,0, этана −10,0, пропана −3,8, бутанов — 1,9, азота — 19,7, диоксида углерода — 7,0, сероводорода — 1,85. Месторождение находится в разведке.
Запасы составляют 20 млн тонн нефти.

## Промышленная разработка
Оператором месторождения является казахстанская нефтяная компания ТОО «Жаикмунай».